# Eddie Spaghetti

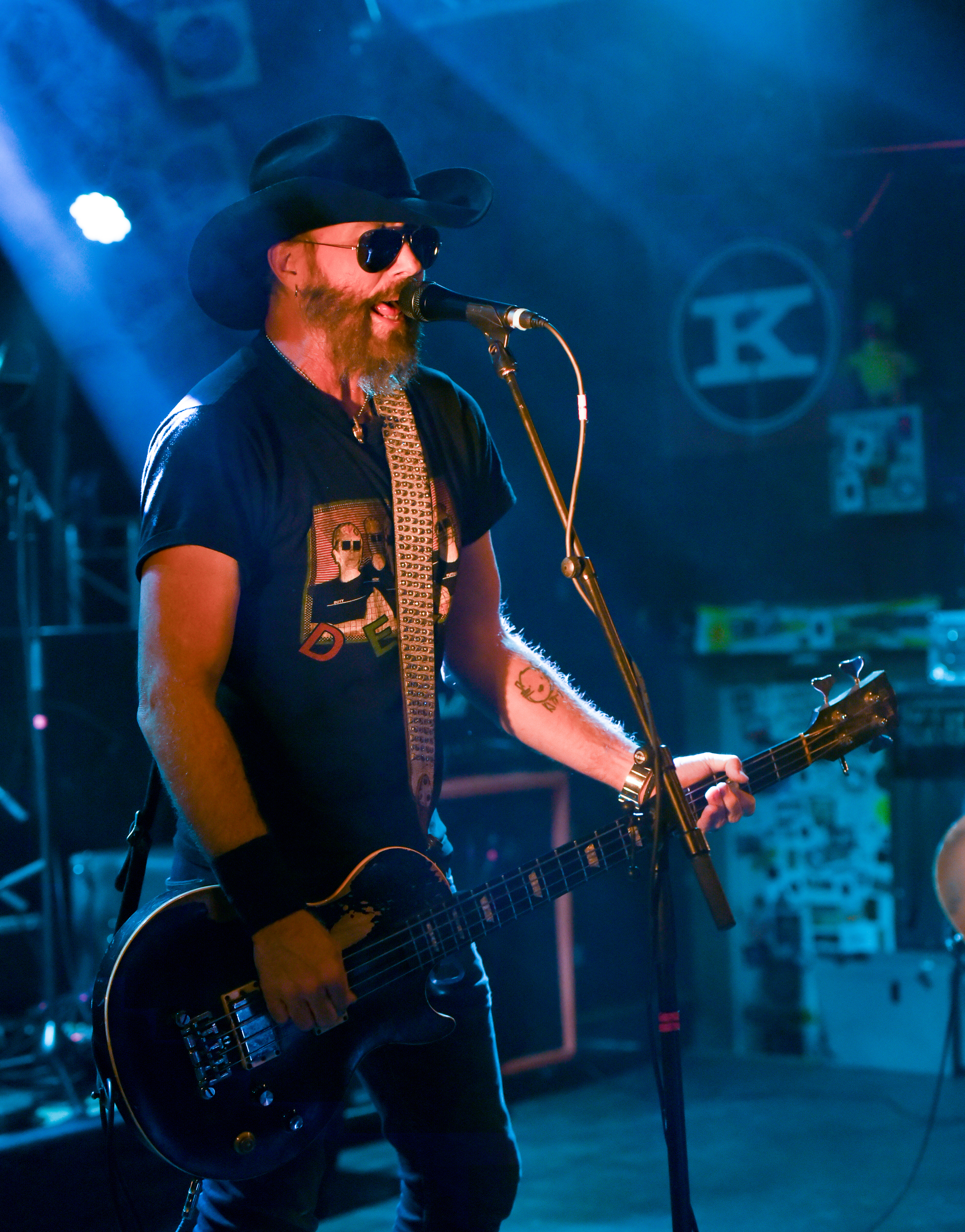
Eddie Spaghetti 2017

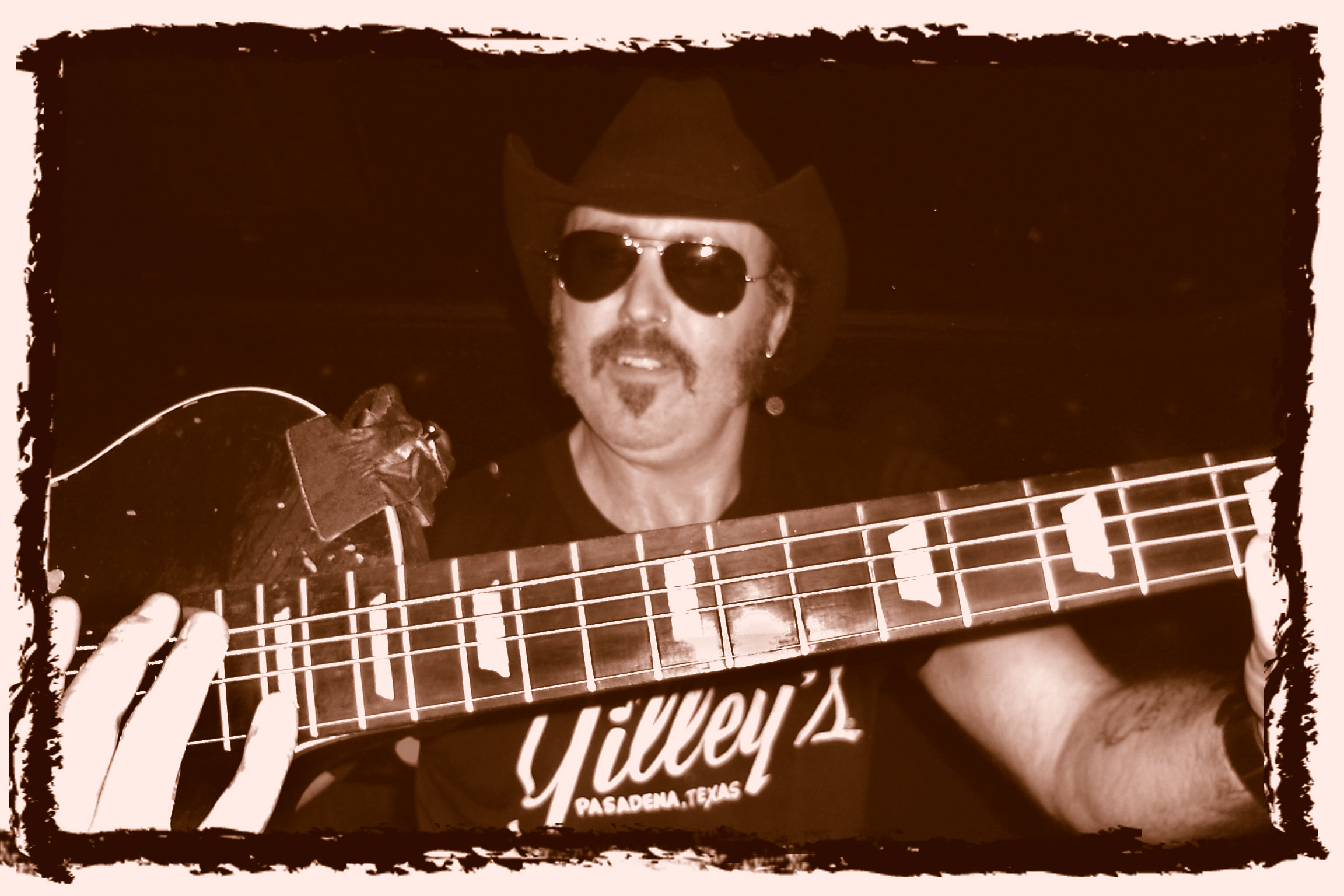
Eddie Spaghetti 2006

Eddie Spaghetti (bürgerlich Edward Carlyle Daly III) ist ein US-amerikanischer Rock- und Country-Musiker. Er ist Bassist und Sänger der amerikanischen Rockband Supersuckers.

## Leben
Eddie wuchs in Tucson im US-Bundesstaat Arizona auf und ignorierte lange Zeit die Country-Musik-Szene, mit der er seit seiner Kindheit konfrontiert wurde. Und obwohl die Bandmitglieder 1989 alle nach Seattle zogen, veröffentlichten die Supersuckers 1997 statt einer für sie typischen Punkplatte ein Country-Album: Must’ve Been High. Diesen Stilwechsel intensivierte Eddie Spaghetti auf seinen vier Soloalben.

## Diskografie
- 2003 – The Sauce (MidFi)
- 2005 – Old No. 2 (MidFi)
- 2011 – Sundowner (MidFi)
- 2013 – The Value of Nothing (MidFi)